# Tinodes calamintana
Tinodes calamintana är en nattsländeart som beskrevs av Wolfram Mey 1995. Tinodes calamintana ingår i släktet Tinodes och familjen tunnelnattsländor. Inga underarter finns listade i Catalogue of Life.